# Новоалтайський міський округ
Новоалта́йський міський округ (рос. Новоалтайский городской округ) — міський округ у складі Алтайського краю Російської Федерації.
Адміністративний центр та єдиний населений пункт  — місто Новоалтайськ.

## Населення
Населення — 73769 осіб (2019; 70437 в 2010, 73544 у 2002).

## Населені пункти
| № | Населений пункт     | Населення, осіб (2002) | Населення, осіб (2010) |
| - | ------------------- | ---------------------- | ---------------------- |
| - | Білоярськ, смт      | 10818                  | -                      |
| 1 | Новоалтайськ, місто | 60015                  | 70437                  |
| - | Новогорський, смт   | 2273                   | -                      |
| - | Токарево, селище    | 438                    | -                      |